# Ippodromo Vinovo
Ippodromo Vinovo är en travbana i Vinovo utanför Turin i regionen Piemonte i Italien.

## Om banan
Ippodromo Vinovo ligger sydväst om centrala Turin i Vinovo. Banan arrangerar tävlingar både inom travsport och galoppsport. Anläggningens totala yta är 393 000 kvadratmeter, varav 19 000 kvadratmeter är tillgängliga för publik.
Huvudbanan är 1004,2 meter lång och har en maximal bredd på 20,31 meter. På anläggningen finns även en träningsbana som är 800 meter lång.
Stallbacken har 430 boxplatser för hästar, och har även en veterinärsklinik i anslutning. Publikområdet rymmer ca 10 000 åskådare och har ca 2 200 sittplatser under tak.

## Större lopp
Banans största lopp är Grupp 1-loppen Gran Premio Costa Azzurra (5-åriga och äldre), Gran Premio Societa Campo di Mirafiori (5-åriga och äldre) och Gran Premio Carlo Marangoni (3-åriga). Banans storloppssäsong håller på mellan april och september.